# Souren Baronian
Souren Baronian (* Februar 1930 in East Harlem, New York City) ist ein amerikanischer Multiinstrumentalist (Klarinette, Sopransaxophon, Duduk, Kaval, Flöten, Perkussion) und Komponist, der sowohl im Jazz als auch im weltmusikalischen Kontext erfolgreich ist.

## Leben und Wirken
Baronian, dessen Eltern aus Armenien stammen, wuchs in Harlem auf. Den Jazz lernte er in den Clubs der 52nd Street kennen. Er war zunächst vor allem durch Lester Young beeinflusst. Nach seiner Rückkehr aus der Armee im Koreakrieg erhielt er Unterricht bei Lennie Tristano und dem türkischen Klarinettisten Safet Gündeger. Bereits in den späten 1950er Jahren experimentierte er im Bereich des (späteren) Ethno-Jazz. Er arbeitete mit Musikern wie Cannonball Adderley, Phil Woods, Joe Beck, Paul Motian, Don Cherry, Paul Winter und Carla Bley (Escalator over the Hill) einerseits, mit Udi Hrant Kenkulian, Mustafa Kandıralı, Kadri Şençalar, John Berberian und Tasos Halkias andererseits, mit denen er teilweise auch aufnahm. Seit 1975 leitete er die Gruppe Taksim; daneben ist er mit dem Trio Transition unterwegs. Sowohl in den Vereinigten Staaten als auch in Europa tourte er regelmäßig. Er konzertierte im Lincoln Center, der Carnegie Hall, der Town Hall und in der Tonight Show von Johnny Carson. Zahlreichen Musikern brachte er das Spiel der Dumbek und auch des riq bei. Tom Lord verzeichnet in seiner Jazz Discography neun Aufnahmen (zwischen 1967 und 1998) mit ihm.

## Schriften
- Souren Baronian mit J. P. Harpignies The Magic Carpet Ride: my life so far 2012; ISBN 1-4699-0681-3

## Diskographische Hinweise
- Transition Live in Switzerland (mit Haig Manoukian, Cornelia Kraft, 1991)
- Taksim It's About Time (1995)
- Bob Tashjian & Souren Baronian with the Mid-Eastern Ensemble Middle Eastern Soul
- Taksim Ocean Algae (2002)
- Transition Desert Winds (mit Haig Manoukian, Cornelia Kraft, 2008)
- Souren Baronian & Mal Stein Sourcing Out (2012)